# Éliminatoires de la Coupe du monde de football 2014 : zone Afrique, groupe D
Le groupe D du deuxième tour des éliminatoires de la coupe du monde 2014 est composé des ghanéens, quarts-de-finaliste en 2010, du Soudan et du champion d'Afrique en titre, la Zambie. L'équipe du premier tour, venant compléter le groupe, est l'équipe du Lesotho, court vainqueur (1-0, 2-2) du Burundi.

## Classement
| Rang | Équipe  | Pts | J | G | N | P | Bp | Bc | Diff |  | Résultats (▼ dom., ► ext.) |     |     |     |     |
| ---- | ------- | --- | - | - | - | - | -- | -- | ---- |  | -------------------------- | --- | --- | --- | --- |
| 1    | Ghana   | 15  | 6 | 5 | 0 | 1 | 18 | 3  | +15  |  | Ghana                      |     | 2-1 | 7-0 | 4-0 |
| 2    | Zambie  | 11  | 6 | 3 | 2 | 1 | 11 | 4  | +7   |  | Zambie                     | 1-0 |     | 4-0 | 1-1 |
| 3    | Lesotho | 5   | 6 | 1 | 2 | 3 | 4  | 15 | -11  |  | Lesotho                    | 0-2 | 1-1 |     | 0-0 |
| 4    | Soudan  | 2   | 6 | 0 | 2 | 4 | 3  | 14 | -11  |  | Soudan                     | 1-3 | 0-3 | 1-3 |     |

Le Soudan, le Lesotho et la Zambie sont éliminés de la course à la qualification pour la Coupe du monde 2014.
Le Ghana se qualifie pour le troisième tour.

## Calendrier et résultats
| 1re journée               | Ghana                                                                            | 7 – 0   | Lesotho | Baba Yara Stadium, Kumasi                      |                                                |
| 1er juin 2012 17:00 UTC+0 | Muntari 15e · Adiyiah 24e 49e · J. Ayew 45e 89e · Atsu 86e · Akaminko (en) 90+1e | (3 – 0) |         | Spectateurs : 38 000 Arbitrage : Badara Diatta | Spectateurs : 38 000 Arbitrage : Badara Diatta |
| 1er juin 2012 17:00 UTC+0 | Rapport                                                                          |         |         | Spectateurs : 38 000 Arbitrage : Badara Diatta | Spectateurs : 38 000 Arbitrage : Badara Diatta |

| 2 juin 2012 | Soudan                      | 0 – 3            | Zambie | Khartoum Stadium, Khartoum                          |                                                     |
| 20:00 UTC+3 | Tahir (en) 50e · Masawi 73e | (sur tapis vert) |        | Spectateurs : 18 000 Arbitrage : Aboubacar Bangoura | Spectateurs : 18 000 Arbitrage : Aboubacar Bangoura |
| 20:00 UTC+3 | Rapport                     |                  |        | Spectateurs : 18 000 Arbitrage : Aboubacar Bangoura | Spectateurs : 18 000 Arbitrage : Aboubacar Bangoura |

| 2e journée              | Zambie      | 1 – 0   | Ghana | Stade Levy Mwanawasa, Ndola                              |                                                          |
| 9 juin 2012 15:00 UTC+2 | Katongo 15e | (1 – 0) |       | Spectateurs : 40 000 Arbitrage : Mohamed Said Kordi (en) | Spectateurs : 40 000 Arbitrage : Mohamed Said Kordi (en) |
| 9 juin 2012 15:00 UTC+2 | Rapport     |         |       | Spectateurs : 40 000 Arbitrage : Mohamed Said Kordi (en) | Spectateurs : 40 000 Arbitrage : Mohamed Said Kordi (en) |

| 10 juin 2012 | Lesotho | 0 – 0 | Soudan | Stade Setsoto, Maseru                                  |                                                        |
| 15:00 UTC+2  |         |       |        | Spectateurs : 4 000 Arbitrage : Rainhold Shikongo (no) | Spectateurs : 4 000 Arbitrage : Rainhold Shikongo (no) |
| 15:00 UTC+2  | Rapport |       |        | Spectateurs : 4 000 Arbitrage : Rainhold Shikongo (no) | Spectateurs : 4 000 Arbitrage : Rainhold Shikongo (no) |

| 3e journée               | Ghana                                                  | 4 – 0   | Soudan | Baba Yara Stadium, Kumasi                              |                                                        |
| 24 mars 2013 16:00 UTC+0 | Gyan 19e · Mubarak 38e · Waris 80e · Agyemang-Badu 83e | (2 – 0) |        | Spectateurs : 38 000 Arbitrage : Anthony Ramsy Raphaël | Spectateurs : 38 000 Arbitrage : Anthony Ramsy Raphaël |
| 24 mars 2013 16:00 UTC+0 | Rapport                                                |         |        | Spectateurs : 38 000 Arbitrage : Anthony Ramsy Raphaël | Spectateurs : 38 000 Arbitrage : Anthony Ramsy Raphaël |

| 24 mars 2013 | Lesotho         | 1 – 1   | Zambie      | Stade Setsoto, Maseru                            |                                                  |
| 15:00 UTC+2  | Marabe (en) 88e | (0 – 0) | 74e Mbesuma | Spectateurs : 15 000 Arbitrage : Malang Diedhiou | Spectateurs : 15 000 Arbitrage : Malang Diedhiou |
| 15:00 UTC+2  | Rapport         |         |             | Spectateurs : 15 000 Arbitrage : Malang Diedhiou | Spectateurs : 15 000 Arbitrage : Malang Diedhiou |

| 4e journée              | Soudan              | 1 – 3   | Ghana                      | Al Merreikh Stadium, Omdurman                |                                              |
| 7 juin 2013 20:00 UTC+3 | El Tahir 26e (pen.) | (1 – 1) | 20e 57e Gyan · 83e Muntari | Spectateurs : 3 211 Arbitrage : Ousmane Fall | Spectateurs : 3 211 Arbitrage : Ousmane Fall |
| 7 juin 2013 20:00 UTC+3 | Rapport             |         |                            | Spectateurs : 3 211 Arbitrage : Ousmane Fall | Spectateurs : 3 211 Arbitrage : Ousmane Fall |

| 8 juin 2013 | Zambie                                      | 4 – 0   | Lesotho | Stade Levy Mwanawasa, Ndola                          |                                                      |
| 15:00 UTC+2 | Mulenga 36e 63e · Katongo 61e · Mbesuma 83e | (1 – 0) |         | Spectateurs : 36 000 Arbitrage : Ali Lemghaifry (en) | Spectateurs : 36 000 Arbitrage : Ali Lemghaifry (en) |
| 15:00 UTC+2 | Rapport                                     |         |         | Spectateurs : 36 000 Arbitrage : Ali Lemghaifry (en) | Spectateurs : 36 000 Arbitrage : Ali Lemghaifry (en) |

| 5e journée               | Zambie      | 1 – 1   | Soudan      | Stade Levy Mwanawasa, Ndola                         |                                                     |
| 15 juin 2013 15:00 UTC+2 | Mulenga 69e | (0 – 0) | 70e Ibrahim | Spectateurs : 37 200 Arbitrage : Éric Otogo-Castane | Spectateurs : 37 200 Arbitrage : Éric Otogo-Castane |
| 15 juin 2013 15:00 UTC+2 | Rapport     |         |             | Spectateurs : 37 200 Arbitrage : Éric Otogo-Castane | Spectateurs : 37 200 Arbitrage : Éric Otogo-Castane |

| 16 juin 2013 | Lesotho | 0 – 2   | Ghana               | Stade Setsoto, Maseru                              |                                                    |
| 15:00 UTC+2  |         | (0 – 1) | 45e Boye · 82e Gyan | Spectateurs : 1 961 Arbitrage : Thierry Nkurunziza | Spectateurs : 1 961 Arbitrage : Thierry Nkurunziza |
| 15:00 UTC+2  | Rapport |         |                     | Spectateurs : 1 961 Arbitrage : Thierry Nkurunziza | Spectateurs : 1 961 Arbitrage : Thierry Nkurunziza |

| 6e journée                   | Ghana                   | 2 – 1   | Zambie      | Baba Yara Stadium, Kumasi   |                             |
| 6 septembre 2013 16:00 UTC+0 | Waris 17e · Asamoah 62e | (1 – 0) | 72e Sinkala | Arbitrage : Djamel Haimoudi | Arbitrage : Djamel Haimoudi |
| 6 septembre 2013 16:00 UTC+0 | Rapport                 |         |             | Arbitrage : Djamel Haimoudi | Arbitrage : Djamel Haimoudi |

| 8 septembre 2013 | Soudan        | 1 – 3   | Lesotho                               | Al Hilal Stadium, Omdurman  |                             |
| 20:00 UTC+3      | Abdelgadir 2e | (1 – 0) | 45e Tsepo · 75e Lekhoana · 77e Koetle | Arbitrage : Sylvester Kirwa | Arbitrage : Sylvester Kirwa |
| 20:00 UTC+3      | Rapport       |         |                                       | Arbitrage : Sylvester Kirwa | Arbitrage : Sylvester Kirwa |

## Buteurs
| Pos | Joueur                 | Pays    | Buts |
| --- | ---------------------- | ------- | ---- |
| 1   | Asamoah Gyan           | Ghana   | 4    |
| 2   | Jacob Mulenga          | Zambie  | 3    |
| 3   | Dominic Adiyiah        | Ghana   | 2    |
| 3   | Jordan Ayew            | Ghana   | 2    |
| 3   | Sulley Muntari         | Ghana   | 2    |
| 3   | Abdul Majeed Waris     | Ghana   | 2    |
| 3   | Christopher Katongo    | Zambie  | 2    |
| 3   | Collins Mbesuma        | Zambie  | 2    |
| 11  | Emmanuel Agyemang-Badu | Ghana   | 1    |
| 11  | Jeremiah Akaminko      | Ghana   | 1    |
| 11  | Kwadwo Asamoah         | Ghana   | 1    |
| 11  | Christian Atsu         | Ghana   | 1    |
| 11  | John Boye              | Ghana   | 1    |
| 11  | Wakaso Mubarak         | Ghana   | 1    |
| 11  | Tsoanelo Koetle        | Lesotho | 1    |
| 11  | Tsepo Lekhoana         | Lesotho | 1    |
| 11  | Litsepe Marabe         | Lesotho | 1    |
| 11  | Seturumane Tsepo       | Lesotho | 1    |
| 11  | Bakri Abdelgadir       | Soudan  | 1    |
| 11  | Mudathir El Tahir      | Soudan  | 1    |
| 11  | Salah Ibrahim          | Soudan  | 1    |
| 11  | Nathan Sinkala         | Zambie  | 1    |